# اچ‌ام‌اس کولچستر (۱۷۴۴)
اچ‌ام‌اس کولچستر (۱۷۴۴) (به انگلیسی: HMS Colchester (1744)) یک کشتی بود که طول آن ۱۴۰ فوت (۴۲٫۷ متر) بود. این کشتی در سال ۱۷۴۴ ساخته شد.